# Club Bizcaya
El Club Bizcaya (o Club Vizcaya) va ser un equip de futbol creat especialment per participar en la Copa de la Coronació de 1902 i a la Copa del Rei de 1907 representant la ciutat de Bilbao. En cada competició es van escollir els millors jugadors de cada club bilbaí: l'Athletic Club i el Bilbao Football Club el 1902, i l'Athletic Club i la Unión de Vizcaya el 1907.

## Copa de la Coronació (1902)
Es van combinar jugadors de l'Athletic Club (fundat el 1898) i del Bilbao FC (fundat el 1900) per formar el Bizcaya i participar en la competició.
L'equip va guanyar la Copa de la Coronació, el 1902, després de derrotar el FC Barcelona a la final.
El 1903, el Bilbao FC i els seus associats van ser absorbits per l'Athletic Club.

## Copa del Rei de 1907
L'any 1907, el Bizcaya es va formar a partir de la combinació de jugadors de l'Athletic Club i de la Unión de Vizcaya, també conegut com The Union, per la influència anglesa.
El torneig va ser una lligueta de cinc equips, en què Bizcaya i Madrid FC van acabar empatats en primer lloc. El 30 de març es va jugar un partit pel títol, que el Madrid va guanyar 1 a 0.

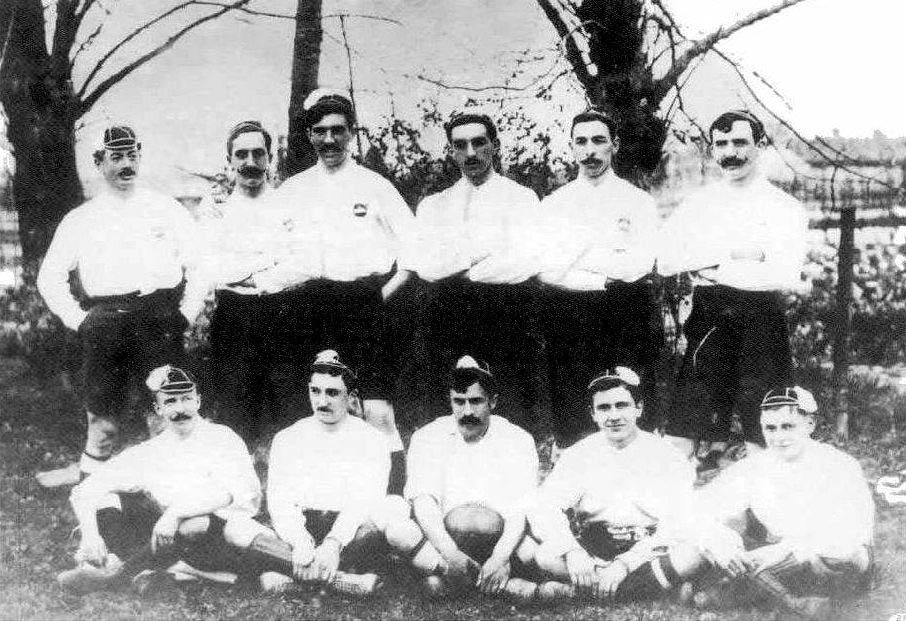
Club Bizcaya el 1902.